# Alta cappella

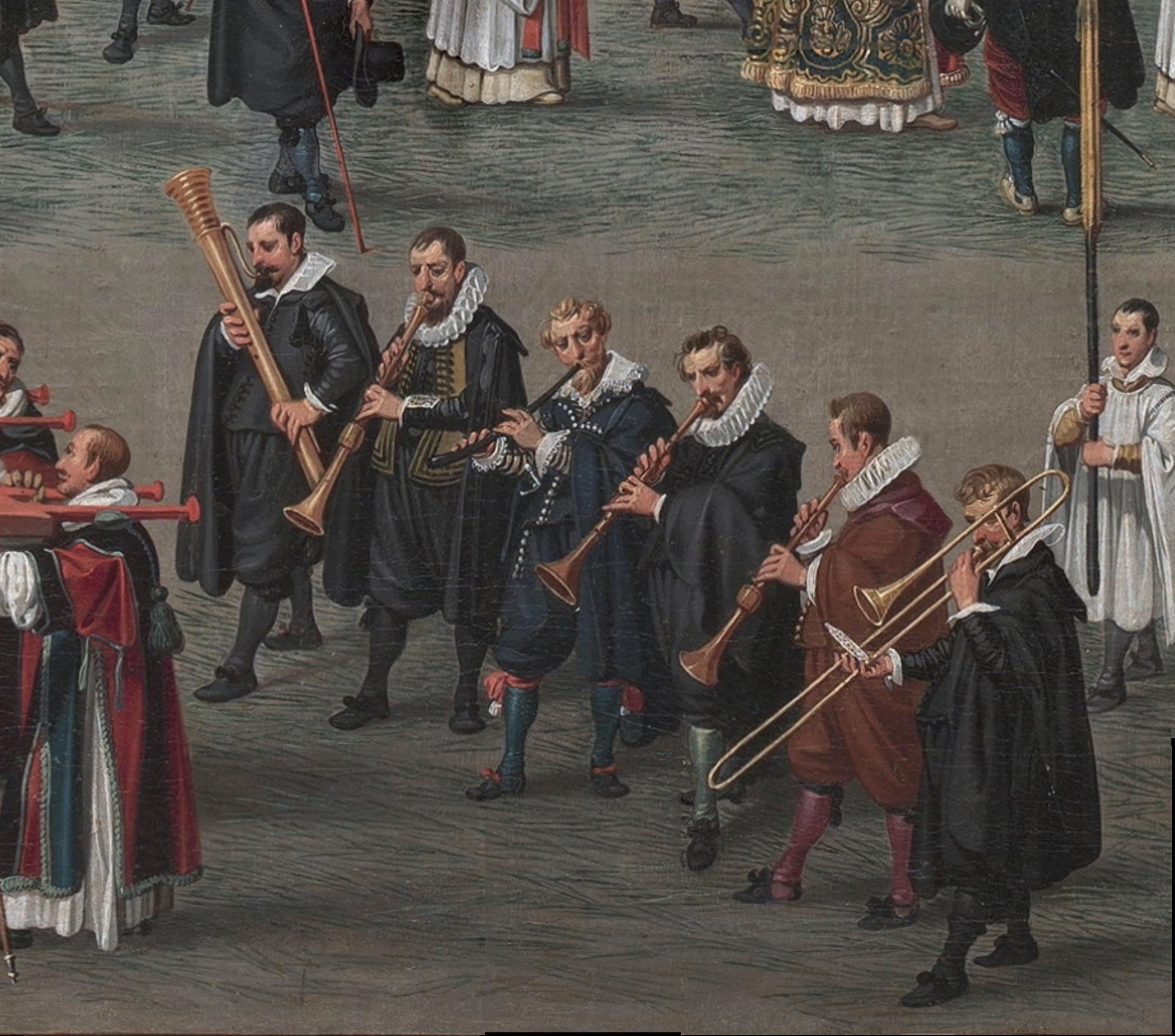
Alta cappella flamande du début du XVIIe siècle, détail d'un dessin de Denis van Alsloot (1615-1616). Les instruments sont (de gauche à droite) : une douçaine basse, une chalémie alto, un cornet à bouquin aigu, une chalémie soprano, une seconde chalémie alto et une sacqueboute ténor.

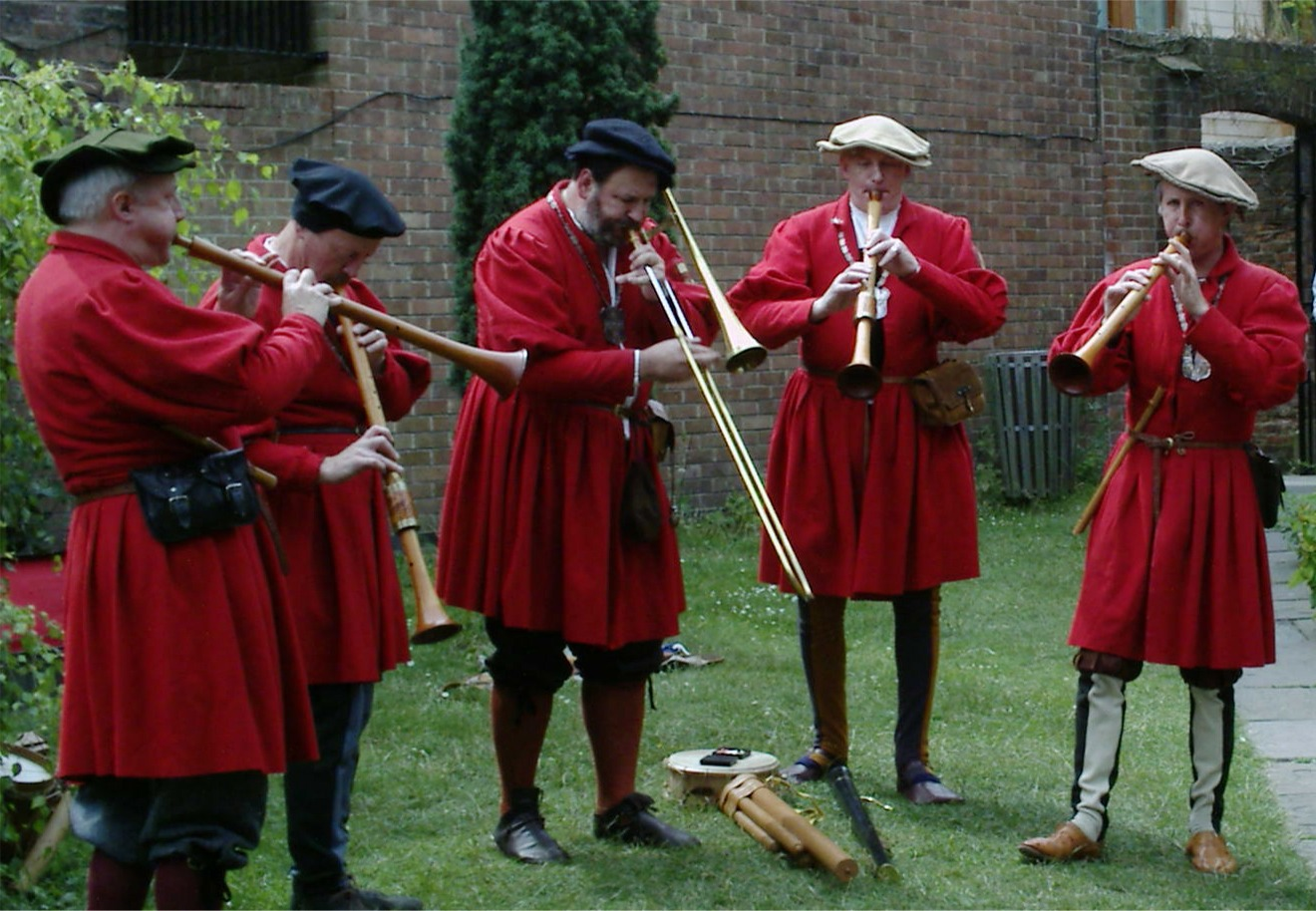
Un wait reconstitué à York en 2006.

Une alta cappella ou alta musica (italien), haute musique (français) ou simplement alta était une sorte d'orchestre de ville constitué d'instruments à vent que l'on trouvait dans toute l'Europe continentale du XIIIe au XVIIIe siècle et qui se composait généralement de chalémies et de trompettes à coulisse ou de sacqueboutes. L'équivalent britannique sont les Waits (en). On ne les trouve nulle part ailleurs qu'en Europe,.

## Histoire

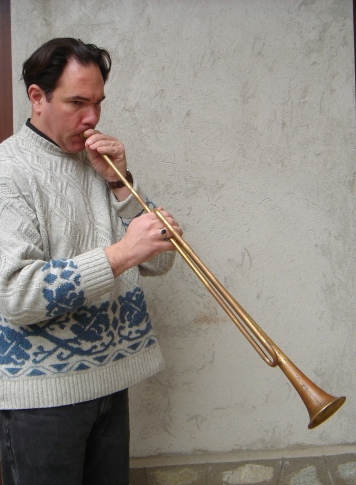
Reconstruction moderne d'une trompette à coulisse du quinzième siècle.

La "haute musique" fait généralement référence à la "musique forte" d'instruments tels que les chalémies, les sacqueboutes, les trompettes et les tambours, par opposition à la "basse musique", la "musique douce" des flûtes à bec, des violes, des violons, des harpes, des psaltérions et autres instruments similaires. Ces ensembles sont apparus pour la première fois en Europe au XIIIe siècle, s'inspirant des fanfares cérémonielles du monde arabe, composées de petites chalémies, de nagaras (nakers) et d'autres percussions, ainsi que de paires de trompettes droites fonctionnant comme une sorte de croisement entre le bourdon et la percussion. En Europe, ces instruments étaient parfois complétés par des cornemuses, des pipeaux et des timbals.
Au XVe siècle, ces groupes se composaient principalement de trois musiciens, deux jouant du d'une chalémie et l'autre d'une trompette à coulisse ou (plus tard) d'une sacqueboute, mais au seizième siècle, la taille des groupes a progressivement augmenté et l'instrumentation est devenue plus variée. Après le XVIe siècle en Allemagne, l'"alta" s'est transformée en un type de groupe connu sous le nom de "Stadtpfeifer" (joueurs de cornemuse de ville).

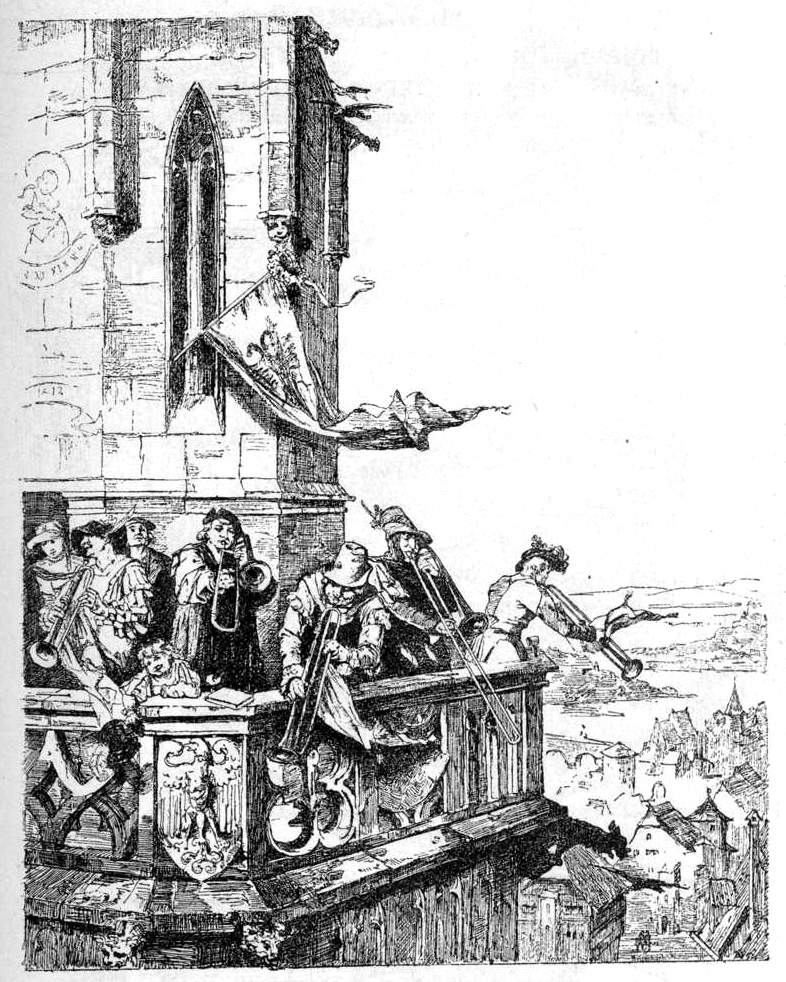
Une alta capella jouant sur une tour.

Dans les années 1500, de nombreuses villes anglaises disposaient d'un service d'attente, tout comme les riches particuliers et les institutions. En 1571, Londres a ordonné à ses serveurs de jouer « sur leurs instruments sur la tourelle (en) au Royal Exchange tous les dimanches et jours fériés vers le soir » (à l'exception de la pause hivernale, entre septembre et fin mars). Il s'agit peut-être des premiers concerts publics réguliers à Londres.
Les descendants actuels de cette tradition sont les groupes catalans de cobla, qui jouent de la musique pour les danseurs de sardane, et qui utilisent une version moderne du chalémie catalane avec des mélodies traditionnellement jouées par le membre ténor de la famille. En outre, dans la même Catalogne, en particulier dans la région de Tarragone, l'utilisation d'une chalémie raccourci appelé "gralla" est utilisé pour la tour humaine "castells" et pour la "cercavila (ca)", un événement qui se déroule dans les rues, toujours un défilé festif, qui implique une variété d'éléments et de représentants de la mairie, y compris musicaux (grallers), sonores (feux d'artifice) et visuels (géants, nains, costumes, représentations d'animaux ou d'animaux de compagnie).

## Répertoire

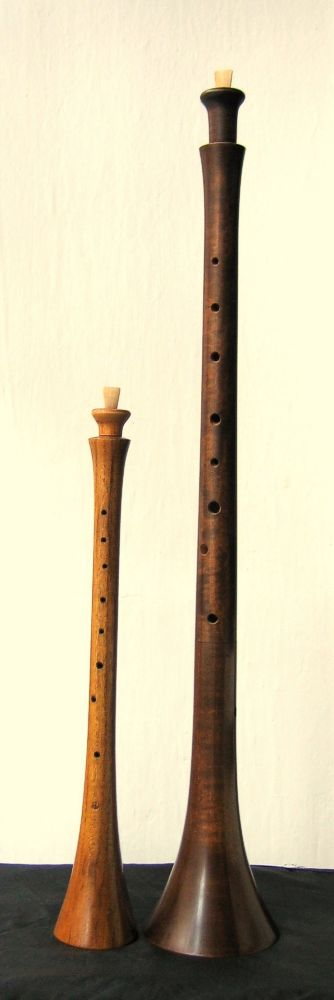
Deux chalémies dans le style du quinzième siècle.

Il subsiste une composition de la fin du quinzième ou du début du seizième siècle intitulée "Alta". Il s'agit d'une pièce sans texte pour trois voix (probablement instrumentales) de F[rancisco ?] de la Torre, dans le manuscrit espagnol Chansonnier de Palacio (E-Mp 2-1-5), et l'on suppose qu'elle est un exemple typique d'improvisation musicale de cet ensemble. Elle met en scène la basse danse ténor populaire La Spagna en notes longues avec un contraténor en mouvement plus ou moins note contre note et une partie supérieure très ornementée se déplaçant rapidement. Des cantus-firmus similaires de cette période, principalement à trois parties et dans un style improvisé, peuvent également être associés à ces groupes. Des exemples incluent des pièces trouvées dans le MS Trent 87,5 telles que Auxce bon youre, Tandernaken, et l'appel de la mélodie de basse danse, Je suy povere de leesse. Au cours du XVIe siècle, les cantus firmus ont cédé la place à d'autres types de danses, tantôt improvisées, tantôt composées. La musique à quatre parties était devenue une texture normale au début du XVIe siècle, et les orchestres ont donc augmenté en taille.